# Sakura Haruno
Sakura Haruno (japonsky 春野サクラ, Haruno Sakura) je jedna z hlavních postav mangy a anime seriálů Naruto a Naruto: Šippúden, jejichž autorem je Masaši Kišimoto. Sakura je ženskou nindžou Skryté listové vesnice, patří do týmu 7 společně se Sasukem a Narutem pod vedením zkušeného nindži, džónina Kakašiho Hatake. Jedná se o velmi energickou, výbušnou dívku, jejímž cílem zájmů je získat pro sebe Sasukeho, naopak nemůže vystát Naruta pro jeho nesnášenlivost k Sasukemu a také jeho otravnou povahu. Podobně jako je pro Naruta velkým rivalem Sasuke, je pro Sakuru hlavní rivalkou Ino Jamanaka. Sakuřinou schopností je nadlidská fyzická síla a léčení. Díky tomu se stala studentkou Cunade, pod jejímž vlivem se zdokonalila a zesílila.